# Jiří Loukotka
Jiří Loukotka (3. února 1925 Mirotice – 11. listopadu 1981 Brno) byl český marxista a ředitel Ústavu vědeckého ateismu ČSAV v Brně. Maturoval v roce 1944 v Písku a po válce studoval na Filozofické fakultě Univerzity Karlovy dějepis a filozofii. Od roku 1949 byl učitelem ve Vlčnově a v roce 1954 se stal učitelem marxistické filozofie na Farmaceutické fakultě Masarykovy univerzity a na JAMU. V roce 1966 se habilitoval a v roce 1971 byl jmenován profesorem. V letech 1970–76 byl ředitelem Ústavu Marxismu-leninismu VŠZ v Brně. Od roku 1972 byl ředitelem Ústavu vědeckého ateismu ČSAV v Brně. 

## Dílo
- Zkušenosti z vědeckoateistické výchovy žáků, 1961
- Humanismus v naší filozofické tradici a dnešek. Praha: Svoboda, 1974
- O náboženství a umění, 1974
- Náboženství a ateismus, 1977
- Vědecký ateismus a světonázorová výchova, 1979
- Za pravdu marxismu-leninismu, 1979;
- Kult svatých a jeho ideologická funkce, 1984